# Половков, Савелий Фёдорович
Савелий Федорович Половков (1915, село Днепровка, теперь Каменско-Днепровского района Запорожской области — 1975) — украинский советский деятель, бригадир колхоза имени Ворошилова Каменско-Днепровского района Запорожской области. Герой Социалистического Труда (16.02.1948). Депутат Верховного Совета СССР 3-го созыва (в 1951—1954 годах).

## Биография
Родился в крестьянской семье. Работал колхозником колхоза имени Ворошилова Каменско-Днепровского района Запорожской области.
Во время Великой Отечественной войны служил телефонистом 3-го класса — старшим краснофлотцем Киркенесской участка СНиС Печенгской военно-морской базы Кольского морского оборонительного района Северного флота.
На 1947—1951 годы — бригадир полеводческой бригады колхоза имени Ворошилова села Новоднепровка Каменско-Днепровского района Запорожской области. В 1947 году собрал урожай озимой пшеницы 36,12 центнеров с гектара на площади 35,4 гектара. Указом Президиума Верховного Совета СССР от 16 февраля 1948 года «за получение высоких урожаев пшеницы, ржи, кукурузы и сахарной свеклы, при выполнении колхозом обязательных поставок и натуроплаты за работу МТС в 1947 году и обеспеченности семенами зерновых культур для весеннего сева 1948 года» удостоена звания Героя Социалистического Труда с вручением ордена Ленина и золотой медали «Серп и Молот».
Этим же указом были награждены также пятеро работников этого же колхоза (Николай Тарасович Беликов, Елена Трофимовна Половкова, Меланья Фёдоровна Половкова) с председателем Иваном Половковым.
Умер 11 апреля 1975 года.

## Награды
- Герой Социалистического Труда (16.02.1948)
- орден Ленина (16.02.1948)
- медаль «За боевые заслуги» (29.05.1945)